# Xaxaba
Xaxaba is een dorp in het district North-West in Botswana. De plaats telt 162 inwoners (2011).